# 人造生命
人造生命，又称合成生命，是近期出现的生物技术术语。指利用生物技术干预，改变遗传密码从而产生新的生命个体的研究。
創造人造生命是於合成生物學或探索生命的起源領域工作的科學家的一個目標。這個詞語被用來描述最近把人造合成的細菌基因組轉移到一個不同（但有密切關係）的受體細胞的實驗。然而，人造生命這個詞語與“從零開始”，即由單獨的組成部份創造一個生命系統有關。這個目標還未達到。
这些研究很大程度上独立于人工生命，即通过计算模拟研究生命，与机器人学相关的领域。

## 生化合成生命
人造生命是指“in vitro”（意为生物体外，在实验室中）合成生物化学产物和其组成物质得到的生命，与使用更宽泛的“人工生命”时通常强调“in silico”不同。
W. Wayt Gibbs提出人造生命的三大目标：“第一，通过构建生命了解生命，而不是拆解生命。第二，让基因工程名副其实——使其成为一门通过标准化先前的成果并重新组合，以构造更新、更复杂的系统，而持续进步的学科。第三，拓展‘生命’与‘机械’的界限，直到两个领域重合并产生真正可编程的生物。”
人造生命实验试图探究生命的起源，研究生命的一些性质，或者实现更远大的目标——从非生物因子物质中合成生命。一个人造生命实验的例子：尝试构造自催化的化学反应以模拟可能的生命起源。
参与该实验的研究人员觉得，相对而言，真正地生化合成生命更接近成功而且更廉价，也许比把人类送上月球更容易。

## Mycoplasma laboratorium争论
2010年，克莱格·凡特的团队用基因合成技术得到的一套基因组替换了一个自然细胞的基因组，得到的一种新菌株，命名为Mycoplasma laboratorium。在新闻发布会上，克莱格·凡特将其描述为“人造生命”的成果。这一说法因以下理由受到批评：
- 化学合成的基因组是一套自然存在的基因组几乎完全的复制品。
- 接受基因组的细胞是自然存在的细菌。

克莱格·凡特研究所保留了“人造细菌细胞”的说法，但他们同时说明：“……我们并不认为这是‘从零开始创造生命’，更确切的说，我们能用合成的DNA，从已经存在的生命创造新生命。”

## 外部連結
- Synthetic Life
- Prelude to Synthetic Life Forms （页面存档备份，存于）
- A short course on synthetic genomics. Edge Master Class 2009 （页面存档备份，存于）
- Craig Venter unveils "synthetic life" （页面存档备份，存于） Ted talks（Youtube）